# 柏杨河哈萨克族乡
柏杨河哈萨克族乡（維吾爾語：بەيياڭخې قازاق يېزىسى‎）是中华人民共和国新疆维吾尔自治区乌鲁木齐市米东区下辖的一个民族乡。

## 行政区划
柏杨河哈萨克族乡下辖以下村级行政区划单位：
梧桐窝子村、红柳村、柏杨河村、独山子村、玉西布早村和阿合阿德尔村。